# Pavel Macek
Pavel Macek (* 13. září 1976) je mistrem čínských bojových umění, šéfinstruktorem školy Practical Hung Kyun a šéfinstruktorem vůdčí české školy silového a kondičního tréninku KB5. Jako Master StrongFirst Instructor reprezentuje v Česku prestižní mezinárodní školu síly StrongFirst.

## Život
Bojovým uměním (především džúdó) se věnuje od dětství, čínským bojovým uměním od roku 1991. Tradiční Hung Kyun rodiny Lam začal studovat v Chinatownu kalifornského San Francisca pod vedením Y. C. Wonga Sifu a jeho syna Raymonda. Ve studiu pokračoval pod vedením velmistra Lam Chun Singa, nejmladšího syna hongkongského velmistra Lam Jou. V r. 2002 založil školu Practical Hung Kyun, od roku 2003 působí jako hlavní asistent velmistra Lama na jeho evropských výukových kurzech.
Pavel Macek je autorem řady překladů (především z čínštiny a angličtiny), článků a odborných statí na téma čínská bojová umění, silový trénink, filosofie a kultura. V r. 1997 působil jako překladatel pro časopis Knockout, v l. 1999–2000 přispíval do časopisu Attack, v letech 2000–2001 pracoval jako odborný poradce televizního pořadu Fight Pro. Jeho asociace rozšířila svoji působnost i do dalších zemí světa a stává se asociací mezinárodní.
V r. 2000 získal zlatou příčku na 1st International Hungga Gungfu Championship, konaném v německém Karlsruhe; v témže roce promoval na Fakultě humanitních studií Univerzity Karlovy diplomovou prací na téma tradičních čínských bojových umění. V r. 2003 spolu s přáteli založil internetové diskuzní fórum bojovaumeni.cz, pro které působí jako odborný poradce. V roce 2004 získal se svým bratrem Petrem zlatou medaili na 1. mezinárodním festivalu tradičních čínských bojových umění (provincie Henan, Čína) v kategorii „sparringové sestavy“.
Kromě čínských bojových umění se zajímá o silový a kondiční trénink, především cvičení s kettlebell, posilování s vlastní vahou, velkou činkou a jednoručkou. Pavel je pionýrem cvičení s kettlebell v ČR, prvním oficiálně certifikovaným instruktorem prestižní světové asociace StrongFirst a šéfinstruktorem školy KB5.